# 常永站
常永站（日语：／ Jōei eki */?）是位於山梨縣中巨摩郡昭和町上河東922號，東海旅客鐵道（JR東海）的身延線車站。

## 歷史
- 1928年（昭和3年）3月30日：富士身延鐵道市川大門至甲府之間開通，此站啟用。當時車站名為西條常永站（日语：／），為一般車站[1]。
- 1938年（昭和13年）10月1日：富士身延鐵道借給鐵道省使用，成為身延線[1]。同時車站改名為常永站。
- 1941年（昭和16年）5月1日：富士身延鐵道正式國有化[1]。
- 1960年（昭和35年）11月1日：結束貨物起卸業務。
- 1983年（昭和58年）6月1日：成為無人車站。
- 1987年（昭和62年）4月1日：伴隨國鐵分割民營化，車站由東海旅客鐵道（JR東海）營運[1]。

## 車站構造
車站是一座地面車站，設有1面2線的島式月台。車站大樓位於車站北邊，靠近車站大樓是1號月台（甲府方向），對面是2號月台（富士方向）。
月台靠近小井川一方設有斜道，並連接站內平交道（設有遮斷機和警報機），越過平交道後便到達車站大樓。
車站大樓是一座小型混凝土建築物。大樓內設有候車室和小型櫃臺。此站是由南甲府站管理的無人車站，車站大樓的櫃臺已經關閉。另外，此站沒有自動售票機，因此此站不可購買車票。在毎年8月7日於市川三鄉町舉行神明之煙花大會當日，此站臨時開設櫃臺售賣車票。現時的車站大樓在1999年（平成11年）3月建成前曾經設有木造車站大樓。

### 月台
| 月台 | 路線   | 上下行 | 方向           |
| ---- | ------ | ------ | -------------- |
| 1    | 身延線 | 下り   | 甲府方向       |
| 2    | 身延線 | 上行   | 身延、富士方向 |

## 使用狀況
以下為近年1日乘車人次列表：
| 乘車人次變化 | 乘車人次變化     | 乘車人次變化 |
| 年度         | 1日平均 乘車人次 |              |
| ------------ | ---------------- | ------------ |
| 2006         | 323              |              |
| 2007         | 332              |              |
| 2008         | 358              |              |
| 2009         | 342              |              |
| 2010         | 354              |              |
| 2011         | 343              |              |
| 2012         | 362              |              |
| 2013         | 375              |              |
| 2014         | 369              |              |
| 2015         | 378              |              |
| 2016         | 397              |              |
| 2017         | 414              |              |

## 車站周邊
車站位於中巨摩郡昭和町內。西南方為中央市的邊界。昭和町公所位於此站與國母站之間，比較近此站。車站周邊設有農田和住宅。
在2011年，AEON Mall甲府昭和開業，此站可步行至該處。在假日與暑期等長假期時，沒有私家車的高校生會使用此站，一人控制列車會在許多乘客於此站下車，下車時由於乘客需要在車廂內支付車費，因此造成列車延誤。
- 昭和町立常永小學
- 山梨大學醫學部附屬醫院（日语：山梨大学医学部附属病院） ‐ 步行7分鐘
- 山梨大學醫學部校園 ‐ 步行7分鐘
- AEON Town山梨中央（日语：イオンタウン山梨中央） ‐ 步行10分鐘
- AEON Mall甲府昭和（日语：イオンモール甲府昭和） ‐ 步行10分鐘
- 國母工業團地（日语：国母工業団地）
- 釜無工業團地（日语：釜無工業団地）
- 甲府河濱鎮（日语：甲府リバーサイドタウン） - 步行30分鐘
  - 荻野河畔城市購物中心（日语：荻野商店）
  - Apita田富店
- 森川家具 昭和店

## 巴士路線
常永站巴士站不是在常永站前，是位於車站東北方的跨線橋上。另外，上河東四角巴士站距離此站數分鐘步行距離。
| 巴士站與 乘車處 | 巴士站與 乘車處 | 系統                                     | 主要途經                               | 目的地                 | 巴士公司     | 備註         |
| --------------- | --------------- | ---------------------------------------- | -------------------------------------- | ---------------------- | ------------ | ------------ |
| 常永站          |                 | 56                                       | 國母小學、千秋橋、甲府站、縣立中央醫院 | 敷島營業所             | 山梨交通     |              |
| 常永站          | 58              | 昭和町公所入口、飯豐橋南、甲府站、一高前 | 敷島團地                               | 山梨交通               |              |              |
| 常永站          |                 | 56、58                                   |                                        | 山梨大學醫學部附屬醫院 | 山梨交通     |              |
| 上河東四角      |                 | 53                                       | 國母小學、千秋橋、甲府站               | 縣立中央醫院           | 山交市鎮客車 | 只於平日服務 |
| 上河東四角      | 56              | 國母小學、千秋橋、甲府站、縣立中央醫院   | 敷島營業所                             | 山梨交通               |              |              |
| 上河東四角      | 58              | 昭和町公所入口、飯豐橋南、甲府站、一高前 | 敷島團地                               | 山梨交通               |              |              |
| 上河東四角      |                 | 53                                       | 山之神入口、花輪、淺原、南湖小學、青柳 | 鰍澤營業所             | 山交市鎮客車 | 只於平日服務 |
| 上河東四角      | 56・58          |                                          | 山梨大學醫學部附屬醫院                 | 山梨交通               |              |              |

## 相鄰車站
東海旅客鐵道（JR東海）
 身延線
小井川－常永－國母

## 注腳
1. 1 2 3 4 5  曾根悟（監修）. 朝日新聞出版分冊百科編集部（編集） , 编. . 週刊 歴史でめぐる鉄道全路線 国鉄・JR (朝日新聞出版). 2009-07-26, (3): 22–23 （日语）.
2. 1 2  用車站時間表的方向資訊。詳情參見JR東海官方網站的各站時間表 （页面存档备份，存于）（截至2015年1月）。
3. ↑  「山梨縣統計年鑑」

## 外部連結
- 國土地理院地圖參閲服務 （页面存档备份，存于） - 常永站周邊的1/25000地形圖 （页面存档备份，存于）（日語）